# Oleksandr Pjatnytsja
Oleksandr Pjatnytsja (Dnipro, 14 juli 1985) is een Oekraïense atleet, die is gespecialiseerd in het speerwerpen. Hij vertegenwoordigde zijn vaderland op de Olympische Spelen van 2012 in Londen. Daar veroverde hij een zilveren medaille, die hem overigens in 2016 weer werd ontnomen, nadat hij bij een hercontrole in 2016 op een overtreding van het dopingreglement werd betrapt.

## Carrière
Op de Europese atletiekkampioenschappen onder 23 jaar 2007 in Debrecen behaalde Pjatnytsja de bronzen medaille. 
Twee jaar later was Pjatnytsja in Berlijn om deel te nemen aan de wereldkampioenschappen. Op dit toernooi werd hij uitgeschakeld in de kwalificaties.
Tijdens de Europese kampioenschappen van 2010 in Barcelona eindigde de Oekraïner op de vierde plaats. Vervolgens strandde hij op de WK van 2011 in Daegu weer in de kwalificaties. 
In Helsinki nam Pjatnytsja deel aan de EK van 2012. Op dit toernooi eindigde hij op de vijfde plaats. Tijdens de Spelen van Londen veroverde de Oekraïner later dat seizoen de zilveren medaille met een worp van 84,51, zeven centimeter minder dan de uiteindelijke winnaar Keshorn Walcott, die olympisch goud won met een afstand van 84,58.
In 2016 werden bij de hertest van bewaarde monsters van de Oekraïner sporen van het verboden middel turinabol, een anabole steroïde, aangetroffen. Pjatnytsja werd op grond hiervan gediskwalificeerd en opgedragen om zijn zilveren medaille en olympisch diploma terug te geven. In mei 2017 werd hij vervolgens voor de duur van twee jaar geschorst.

## Persoonlijke records
| Onderdeel   | Afstand | Datum       | Plaats |
| ----------- | ------- | ----------- | ------ |
| speerwerpen | 86,12 m | 20 mei 2012 | Kiev   |

## Palmares

### speerwerpen
Kampioenschappen
- 2007:  EK U23 - 76,28 m
- 2009: 27e WK - 76,13 m
- 2010: 4e EK - 82,01 m
- 2011: 29e WK - 73,56 m
- 2012: 5e EK - 81,41 m
- 2012:  OS - 84,51 m (DQ)

Diamond League zeges
- 2012: Meeting Areva - 85,67 m
- 2012: Herculis - 82,85 m